# Distretto Federale (Brasile)
Distretto Federale (in portoghese Distrito Federal) è una delle 27 unità federative del Brasile, comprendente al suo interno la capitale del paese, Brasilia. La capitale fu fondata nel 21 aprile 1960 e fu costruita in 3 anni e dieci mesi, nell'ambito di un progetto del presidente Juscelino Kubitschek di trasferimento di capitale nazionale e federale dalla città di Rio de Janeiro per formare la capitale del paese.

## Storia
Già a partire dalla prima costituzione repubblicana esisteva un riferimento a un trasferimento di capitale da Rio de Janeiro verso l'interno del paese. Nell'anno 1891 fu nominata una commissione di studio sull'altopiano centrale del Brasile. Faceva riferimento all'astronomo Luiz Cruls, la commissione comprendeva parimenti medici, biologi, geologi e botanici, che fisseranno il punto su topografia, clima, geologia, flora e fauna e sulle risorse in termini di materiali che la regione del Planalto Central poteva offrire. Quest'area, conosciuta come Quadrilátero Cruls fu poi presentata nel 1894 al governo repubblicano.
Nel 1922 una commissione del governo federale stabilisce la localizzazione nel vicino Stato di Goiás, ma il progetto resta inattuato. Solo nel 1955, durante un comizio, l'allora candidato alla presidenza Juscelino Kubitschek affermò che avrebbe cominciato a trasferire la capitale. Eletto presidente, Juscelino stabilisce la costruzione della città come il primo punto del suo piano da presidente in carica.
Il tracciato delle strade di Brasilia obbedisce al piano pilota di Lúcio Costa scelto dal concorso pubblico, ed è messo in opera dall'impresa Novacap. L'architetto Oscar Niemeyer progettò i principali luoghi pubblici della città. Nonostante la città fosse stata costruita in tempo record, il trasferimento effettivo dell'intera struttura governativa avvenne solo durante i governi militari nel decennio 1960-1970.

## Geografia fisica
Comprende una popolazione stimata di circa 2 333 108 abitanti (secondo IBGE 2005), su di un'estensione totale di 5822,10 km², che rappresenta in termini di densità di popolazione più di 353,53 ab./km².

### Geomorfologia e rilievi
Aree piane ed elevate, colline arrotondate e altipiani intervallati da scarpate. Allo stesso modo si caratterizza il rilievo dominante del Distrito Federal. A nord e sud piccole differenze possono essere percepite nel paesaggio.
Nord: rilievi accidentati, con valli profonde chiamate vãos.
Sud:

L'altitudine media è di 1100 m s.l.m., il punto più elevato è l'altopiano di Vendinha localizzato a nord-est con un'altitudine 1349 m.
La capitale federale di Brasilia è situata su di un versante, quanto più ci si approssima al fiume Paranoá minore altitudine si raggiunge, arrivando ai 1152 m nel centro di Brasilia

## Società

### Etnie e minoranze straniere
| Etnia   | Quota |
| ------- | ----- |
| Meticci | 48%   |
| Bianchi | 44%   |
| Neri    | 6%    |

## Geografia
Il Distretto Federale è formato dalla capitale federale, Brasilia, prima chiamata piano pilota, nome del progetto originale della capitale, opera di Lúcio Costa, e altre regioni amministrative. Tali regioni, che non facevano parte del progetto originale, sorsero in seguito per ospitare lavoratori incaricati di costruire la capitale, o posteriormente alla sua costruzione, per far fronte all'ondata migratoria verso la nuova capitale del Brasile. Prima di allora, regioni amministrative come Taguatinga, Sobradinho, Gama, Planaltina, Brazlândia sono state riconosciute dalla popolazione locale come città satellite. Il Distretto Federale si suddivide in 35 regioni amministrative.

## Governo e politica

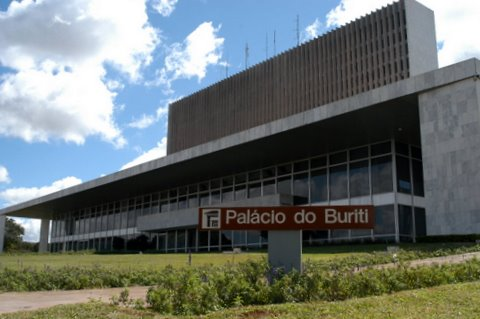
Il Palazzo Buriti, sede del governo del Distretto Federale

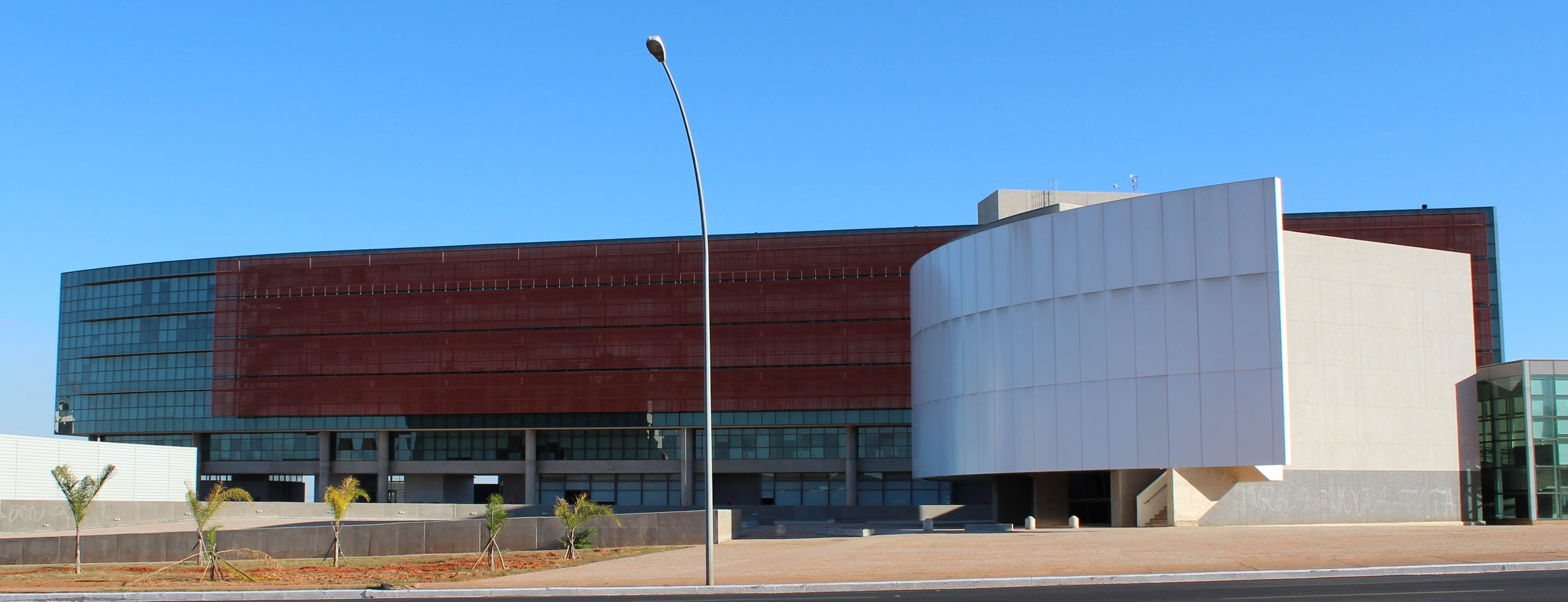
La sede della Camera del Distretto Federale

La politica e l'amministrazione del Distretto Federale si distinguono dalle altre unità della federazione in alcuni punti particolari, come definito nella Costituzione brasiliana del 1988:
- Il Distretto Federale è governato da una legge organica, tipica dei comuni, e non da una costituzione statale. Costruisce i poteri legislativi riservati agli Stati e ai comuni, che non sono vietati dalla Costituzione.
- Il carattere ibrido del Distretto Federale è osservabile dalla sua camera legislativa, un misto di camera comunale e assemblea legislativa.
- Il potere legislativo del Distretto Federale è esercitato dalla camera legislativa, con 24 deputati distrettuali eletti; il governatore è il capo dell'Esecutivo.